# Deer Park (Washington)
Pour les articles homonymes, voir Deer Park.
Deer Park est une ville américaine située dans le comté de Spokane, dans l'État de Washington. Selon le recensement de 2010, sa population est de 3 652 habitants.